# Усть-Канский район
Усть-Ка́нский район или аймак (алт. Кан-Оозы аймак) — административно-территориальная единица и муниципальное образование (муниципальный район) в составе Республики Алтай Российской Федерации.
Административный центр — село Усть-Кан.

## География
Район расположен в западной части Республики Алтай и входит в горно-степную зону. Территория: 6 244 км².

## Население
| 1897    | 1916    | 1920    | 1926    | 1933    | 1939    | 1959    | 1970    | 1979    |
| ------- | ------- | ------- | ------- | ------- | ------- | ------- | ------- | ------- |
| 8358    | ↗13 018 | ↘7719   | ↗9986   | ↗15 648 | ↗16 584 | ↘14 124 | ↗15 250 | ↘14 899 |
| 1989    | 2002    | 2003    | 2004    | 2005    | 2006    | 2007    | 2008    | 2009    |
| ↗16 210 | ↘15 482 | ↘15 335 | ↗15 466 | ↘15 400 | ↘15 300 | ↘15 100 | ↗15 103 | ↗15 150 |
| 2010    | 2011    | 2012    | 2013    | 2014    | 2015    | 2016    | 2017    | 2018    |
| ↘15 007 | ↘14 594 | →14 594 | ↘14 491 | ↗14 579 | ↗14 590 | ↗14 693 | ↗14 704 | ↘14 685 |
| 2019    | 2020    | 2021    |         |         |         |         |         |         |
| ↘14 554 | ↗14 589 | ↘14 438 |         |         |         |         |         |         |

По данным Всероссийской переписи населения 2021 года: 
| Народ   | Численность, чел. | Доля от всего населения, % |
| ------- | ----------------- | -------------------------- |
| алтайцы | 10 676            | 73,94 %                    |
| русские | 3 211             | 22,24 %                    |
| казахи  | 381               | 2,64 %                     |
| другие  | 170               | 1,18 %                     |
| всего   | 14 438            | 100,00 %                   |

Согласно прогнозу Минэкономразвития России, численность населения будет составлять:
- 2024 — 14 750 человек,
- 2035 — 14 560 человек.

## Муниципально-территориальное устройство
В районе 24 населённых пункта в составе 11 сельских поселений:
| №  | Сельские поселения                   | Административный центр | Количество населённых пунктов | Население | Площадь, км² |
| -- | ------------------------------------ | ---------------------- | ----------------------------- | --------- | ------------ |
| 1  | Белоануйское сельское поселение      | село Белый Ануй        | 2                             | ↗1093     | 541,00       |
| 2  | Козульское сельское поселение        | село Козуль            | 3                             | ↗831      | 415,00       |
| 3  | Коргонское сельское поселение        | село Коргон            | 2                             | ↘475      | 456,00       |
| 4  | Кырлыкское сельское поселение        | село Кырлык            | 1                             | ↘983      | 846,00       |
| 5  | Мендур-Сокконское сельское поселение | село Мендур-Соккон     | 1                             | ↗691      | 1500,00      |
| 6  | Талицкое сельское поселение          | село Усть-Кумир        | 4                             | ↘847      | 604,00       |
| 7  | Усть-Канское сельское поселение      | село Усть-Кан          | 1                             | ↗4892     | 94,54        |
| 8  | Усть-Мутинское сельское поселение    | село Усть-Мута         | 3                             | ↗807      | 278,00       |
| 9  | Чёрноануйское сельское поселение     | село Чёрный Ануй       | 3                             | ↗882      | 393,00       |
| 10 | Ябоганское сельское поселение        | село Ябоган            | 3                             | ↘1511     | 783,22       |
| 11 | Яконурское сельское поселение        | село Яконур            | 1                             | ↘1426     | 347,00       |

| №  | Населённый пункт | Тип  | Население | Муниципальное образование            |
| -- | ---------------- | ---- | --------- | ------------------------------------ |
| 1  | Белый Ануй       | село | ↗736      | Белоануйское сельское поселение      |
| 2  | Верх-Ануй        | село | →331      | Белоануйское сельское поселение      |
| 3  | Верх-Мута        | село | →108      | Усть-Мутинское сельское поселение    |
| 4  | Верх-Ябоган      | село | →116      | Ябоганское сельское поселение        |
| 5  | Владимировка     | село | ↘203      | Коргонское сельское поселение        |
| 6  | Кайсын           | село | ↘244      | Козульское сельское поселение        |
| 7  | Каракол          | село | ↗151      | Чёрноануйское сельское поселение     |
| 8  | Келей            | село | ↘130      | Усть-Мутинское сельское поселение    |
| 9  | Козуль           | село | ↘501      | Козульское сельское поселение        |
| 10 | Коргон           | село | ↘333      | Коргонское сельское поселение        |
| 11 | Кырлык           | село | ↘983      | Кырлыкское сельское поселение        |
| 12 | Мендур-Соккон    | село | ↗691      | Мендур-Сокконское сельское поселение |
| 13 | Озёрное          | село | ↘172      | Козульское сельское поселение        |
| 14 | Оро              | село | ↘212      | Ябоганское сельское поселение        |
| 15 | Санаровка        | село | ↘106      | Талицкое сельское поселение          |
| 16 | Талица           | село | ↗111      | Талицкое сельское поселение          |
| 17 | Турата           | село | ↘170      | Чёрноануйское сельское поселение     |
| 18 | Тюдрала          | село | ↘289      | Талицкое сельское поселение          |
| 19 | Усть-Кан         | село | ↗4892     | Усть-Канское сельское поселение      |
| 20 | Усть-Кумир       | село | ↘458      | Талицкое сельское поселение          |
| 21 | Усть-Мута        | село | ↗445      | Усть-Мутинское сельское поселение    |
| 22 | Чёрный Ануй      | село | ↗576      | Чёрноануйское сельское поселение     |
| 23 | Ябоган           | село | ↗1368     | Ябоганское сельское поселение        |
| 24 | Яконур           | село | ↘1426     | Яконурское сельское поселение        |

## Экономика
Основные виды экономики в районе: мясомолочное скотоводство, пантовое мараловодство, козоводство, овцеводство, коневодство, пчеловодство, сбор лекарственно-технического сырья.
В 1980-е годы район по количеству крупнорогатого скота и овец занимал первое место в автономной области, а производство шерсти в районе превышало 550 тонн. В настоящее время по производству пантов (более 3,5 тонн в консервированном виде) район находится на втором месте в республике.
Леса занимают около 35 % площади района и представлены в основном лиственницей, которая используется при изготовлении шпального бруса. Район также известен своими охотничьими угодьями. Идет разработка отдельных россыпей золота.
В сентябре 2016 года в Усть-Канском районе была введена в эксплуатацию солнечная электростанция мощностью 5 МВт. Она расположена между сёлами Усть-Кан и Озёрное. Это вторая СЭС в республике после Кош-Агачской солнечной электростанции.

## Пограничная зона
В соответствии с приказом ФСБ РФ от 16 июня 2006 г. № 282 «О пределах пограничной зоны на территории Республики Алтай» на части территории Усть-Канского района установлена пограничная зона. Она включает всю территорию Мендур-Сокконского сельского поселения. Иные территории Усть-Канского района в погранзону не входят.

## Достопримечательности
На территории района расположены пещеры: Белый камень (Усть-Канская пещера), Голубиная, Каминная, наскальные рисунки на камнях в селе Мендур-Соккон, курганы и петроглифы в селе Яконур. Гидрологические богатства: озёра Каракол и Бащелакское, река Чарыш, два источника: Аржан-Суу, Девичий плёс.
В 1975 году в пещере Разбойничья, неподалёку от села Каракол, Н. Д. Оводовым среди костей бурого медведя, барсука, дикой лошади, благородного оленя, волков (15 %), лисиц (20%) и гиен (более 50) были найдены череп и нижняя челюсть предположительно домашней «палеолитической» собаки (en:Paleolithic dog), оценённые возрастом 33,5 — 34 тыс. лет. Даты по образцам из костей — 29 950 – 27 850 л. н. Исследование мтДНК собаки из Разбойничьей пещеры указало на её связь с более поздними американскими собаками и современными собаками, а не с волками. Однако, исходя из условий времени и места обитания, один из волков Разбойничьей пещеры просто имел некоторые морфологические отличия от других волков.

## Знаменитые уроженцы
В районе гордятся именами знаменитого на весь тюркский мир сказителя А. Г. Калкина, писателей И. В. Шодоева и Д. Каинчина, поэта Ш. Шатинова, певца Б. Байрышева.